# Paradiso folle
Paradiso folle (Fool's Paradise) è un film muto del 1921 diretto e prodotto da Cecil B. DeMille. La sceneggiatura di Sada Cowan e Beulah Marie Dix si basa su Laurels and the Lady di Leonard Merrcik, uscito in The Man Who Understood Women, and Other Stories, pubblicato a Londra nel 1908.

## Trama
In una piccola cittadina messicana, Poll si innamora di Arthur che invece ama la danzatrice Rosa. L'uomo diventa cieco e Poll si fa sposare con un trucco, fingendosi Rosa. Quando Arthur riacquista la vista, lascerà la moglie per andare a cercare la donna che ama.

## Produzione
Il film venne prodotto da Cecil B. DeMille per la Famous Players-Lasky Corporation.

## Distribuzione
Il copyright del film, richiesto dalla Famous Players-Lasky Corp., fu registrato il 23 dicembre 1921 con il numero LP17420.

Distribuito dalla Famous Players-Lasky Corporation e dalla Paramount Pictures, fu presentato in prima a New York il 9 dicembre 1921. Uscì poi nelle sale statunitensi il 19 marzo 1922, e in Italia nel 1924.

### Data di uscita
- USA: 9 dicembre 1921  New York, Première
- USA: 19 marzo 1922
- Colombia: 28 febbraio 1924	 (Barranquilla)
- Finlandia: 30 marzo 1924
- Italia: 1924

Also Known As (AKA)
- El paraíso de un iluso - Spagna
- Le paradis d'un fou - Francia
- Paradiso folle - Italia